# St. Elisabeth (Tangerhütte)

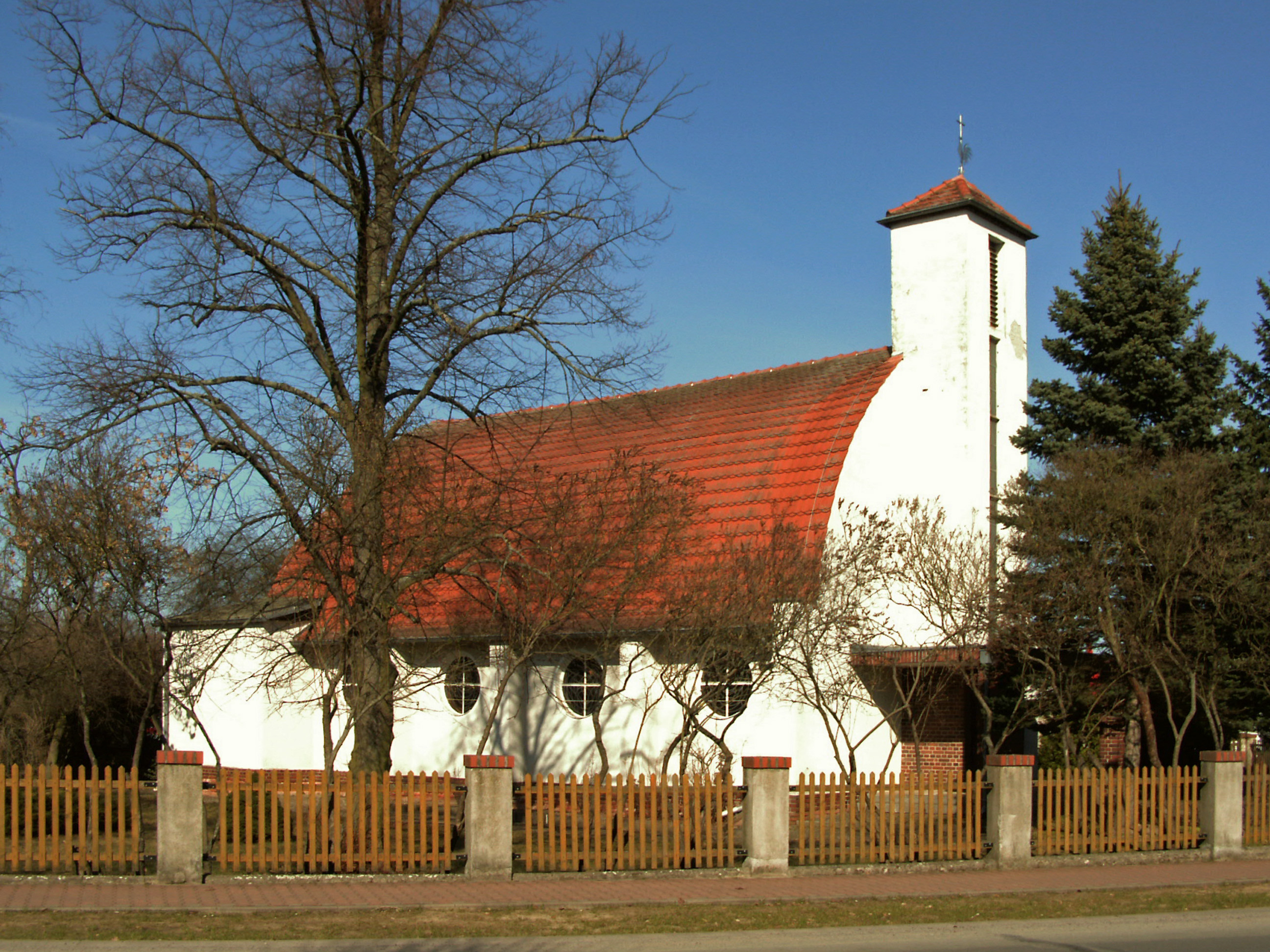
Außenansicht (2011)

Die Kirche Sankt Elisabeth war die römisch-katholische Kirche in Tangerhütte, einer Kleinstadt im Süden des Landkreises Stendal in Sachsen-Anhalt. Die nach der heiligen Elisabeth von Thüringen benannte Kirche gehörte zuletzt zur Pfarrei „St. Anna“ in Stendal, im Dekanat Stendal des Bistums Magdeburg. Das Kirchengebäude ist im Denkmalverzeichnis des Landes Sachsen-Anhalt unter der Erfassungsnummer „094 30607“ als Baudenkmal aufgeführt.

## Geschichte
Durch die Einführung der Reformation im 16. Jahrhundert wurde die Region um Tangerhütte evangelisch-lutherisch. Mit dem von 1842 bis 1845 erfolgten Bau des Hüttenwerks Eisenwerke Tangerhütte, nahe dem Fluss Tanger und dem Dorf Vaethen, zog eine große Zahl von Arbeitskräften in die bislang überwiegend landwirtschaftlich geprägte Ortschaft Vaethen, die sich dadurch zum Industriestandort wandelte. 1928 bekam die Ortschaft ihren heutigen Namen Tangerhütte und 1935 das Stadtrecht.
Am 2. Dezember 1906 zelebrierte Dechant Ludwig Simon aus Stendal die erste Heilige Messe in Tangerhütte in einem Privathaus, und ab November 1907 fanden auf dem Dachboden eines anderen Privathauses alle zwei Wochen katholische Sonntagsgottesdienste statt.
1931, im Jahr des 700-jährigen Todestages der heiligen Elisabeth, wurde die Kirche erbaut. Damals wohnten rund 100 Katholiken in Tangerhütte sowie weitere 60 in umliegenden Ortschaften. Im Frühjahr startete der Bau, am 2. August 1931 nahm Dechant Karl Plett aus Stendal die Grundsteinlegung vor. Bereits am 13. Dezember 1931 folgte die Konsekration der Kirche.
1944/1945 vergrößerte sich die Zahl der Gemeindemitglieder durch den Zuzug von Evakuierten vom Niederrhein und Flüchtlinge aus den Ostgebieten des Deutschen Reichs auf fast 2.000. 1946 ließ sich mit dem 1932 in Breslau geweihten Pfarrer Hartwig aus Ziegenhals der erste Priester in Tangerhütte nieder, und Tangerhütte wurde Sitz einer Kuratie, die 1959 zur selbständigen Pfarrvikarie erhoben wurde. Am 9. Oktober 1976 wurde durch Bischof Johannes Braun ein neuer Altar geweiht.
Nachdem die Kuratie „St. Nikolaus von der Flüe“ in Colbitz aufgrund des Priestermangels ab 1976 nicht mehr mit einem Geistlichen besetzt wurde, übernahm die Pfarrvikarie Tangerhütte die Seelsorge in Colbitz. 1981 verließ mit Pfarrvikar Helmut Ladewig der letzte ortsansässige Geistliche Tangerhütte und wechselte an die Hl.-Geist-Kirche nach Tröglitz. Am 1. Februar 2007 wurde der Gemeindeverbund „Stendal – Bismark – Giesenslage – Goldbeck – Meßdorf – Osterburg – Seehausen – Tangerhütte“ errichtet, zu dem außer der St.-Elisabeth-Kirche auch die Kirchen „Hl. Kreuz“ in Bismark, „Unbefleckte Empfängnis“ in Giesenslage, „St. Bernhard“ in Goldbeck, „Hl. Maria von der Verkündigung“ in Meßdorf, „St. Joseph“ in Osterburg, „St. Johannes Baptist“ in Seehausen und „St. Anna“ in Stendal gehörten. Damals gehörten zur Pfarrvikarie Tangerhütte rund 180 Katholiken.
Am 2. Mai 2010 entstand aus dem Gemeindeverbund die heutige Pfarrei „St. Anna“. Die Kirchen in Bismark, Giesenslage, Goldbeck, Meßdorf und Seehausen wurden inzwischen profaniert. Die Volkszählung in der Europäischen Union 2011 zeigte, dass von den 11.665 Einwohnern der Gemeinde „Stadt Tangerhütte“ 191, und somit rund 1,6 %, der römisch-katholischen Kirche angehörten. Der Mehrzahl der Einwohner gehörte keiner Religionsgemeinschaft an.
Am 16. November 2019 fand in der Kirche der letzte Gottesdienst statt. Nach der Profanierung wurde sie Anfang 2022 an einen ortsansässigen Künstler verkauft.
Die katholische Kirchengemeinde trifft sich heute zu Gemeindenachmittagen in den Räumen des evangelischen Gemeindehauses in Tangerhütte.

## Lage, Architektur und Ausstattung

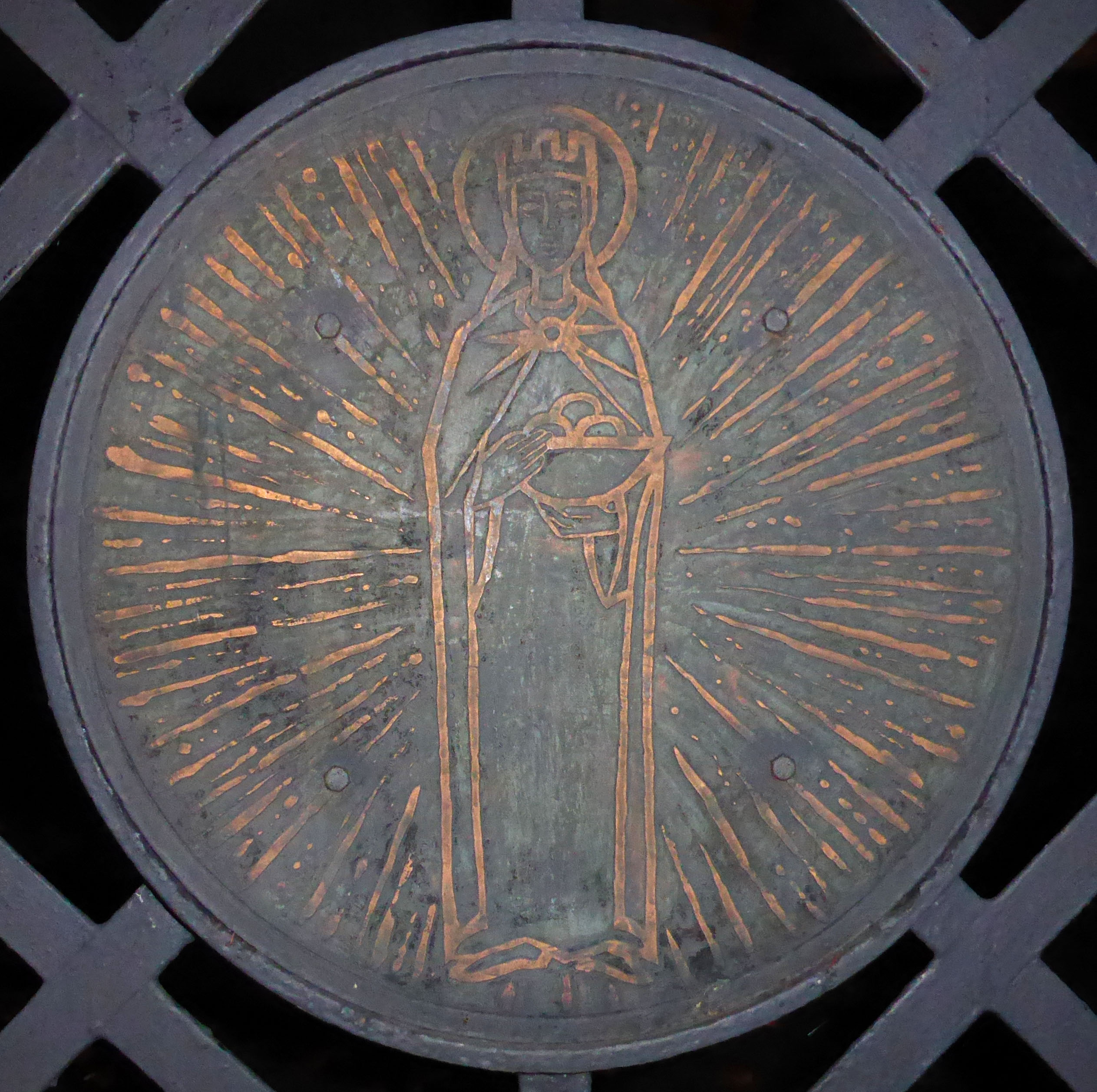
Elisabethdarstellung am Eingangstor (2015)

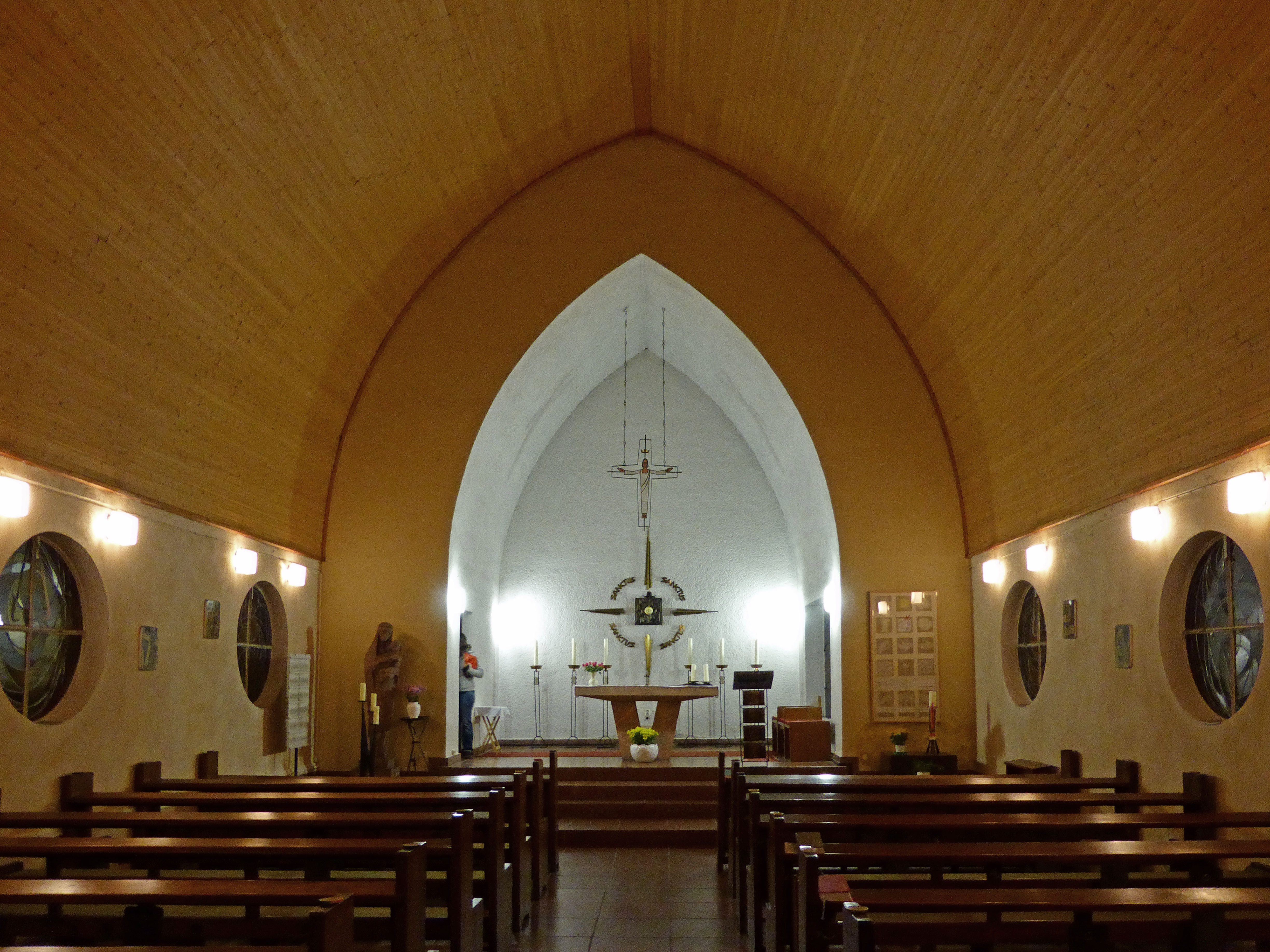
Innenansicht (2015)

Die an der Ecke Schönwalder Chaussee / Werner-Seelenbinder-Ring stehende Kirche ist mit ihrer Längsachse an der Schönwalder Straße ausgerichtet. Sie wurde nach einem Entwurf des Magdeburger Architekten Hans Holthey (* 1895) als Putzbau auf Klinkersockel erbaut. Ihr glockenloser Turm wird von einem Kreuz und einem Wetterhahn gekrönt. Das Langhaus überspannt ein Spitztonnendach, dessen Form sich im Kircheninneren widerspiegelt.
Das Kirchengestühl lässt einen Mittelgang frei und bietet 96 Sitzplätze. Zur schlichten Innenausstattung gehören eine Statue, die Maria mit Kind darstellt, sowie ein Beichtstuhl. Über dem Altar befindet sich ein Hängekreuz, der Tabernakel ist in die Rückwand des Altarraums eingelassen, darüber hat das Ewige Licht seinen Platz. Den Ambo schmücken die vier Evangelistensymbole. Das Kirchenschiff wird durch je vier in den Längsseiten befindliche Rundfenster belichtet. 14 Kreuzwegstationen hängen an den Seitenwänden. Über dem Weihwasserbecken ist ein Kruzifix angebracht, über eine Orgel verfügt die Kirche nicht. Darstellungen der heiligen Elisabeth, der Schutzpatronin der Kirche, sind am Eingangstor zum Kirchengrundstück und im Buntglasfenster über dem Haupteingang der Kirche zu finden.